# Jacques Tits
Jacques Tits   (Uccle, 12 d'agost de 1930 - 13è districte de París, 5 de desembre de 2021) fou un matemàtic d'origen belga i nacionalitzat francès que treballà en teoria de grups i geometria i que introduí els edificis de Tits, l'alternativa de Tits i el grup de Tits.

## Biografia
Jacques Tits nasqué a Uccle, fill del catedràtic Léon Tits i Lousia André. Fou estudiant de l'Athénée de Uccle i de la Universitat Lliure de Brussel·les. El seu director de tesi fou Paul Libois i obtingué el doctorat el 1950 amb la dissertació Généralisation des groupes projectifs basés sur la idea de transitivité. Pel que fa a la carrera acadèmica, fou professor a la Universitat Lliure de Brussel·les (ara dividida entre la Universitat Lliure de Brussel·les i la Vrije Universiteit Brussel) (1962 – 1964), a la Universitat de Bonn (1964 – 1974) i al Collège de France de París fins que esdevingué emèrit el 2000. El 1974, per ser professor del Collège de France, li requeriren que obtingués la ciutadania francesa. Com que Bèlgica no permet dobles nacionalitats, hagué de renunciar a la ciutadania belga. Fou membre de l'Acadèmia Francesa de les Ciències des de llavors.
Tits era membre d'«honor» del grup Nicolas Bourbaki. Com a tal, ajudà a popularitzar l'obra de Donald Coxeter, introduint termes com nombre de Coxeter, grup de Coxeter i graf de Coxeter.

### Premis i honors
Tits rebé el Premi Wolf en Matemàtiques el 1993, la medalla Cantor de la Societat Alemanya de Matemàtiques el 1996, i la distinció alemanya «Pour le Mérite». El 2008 fou guardonat amb el Premi Abel, conjuntament amb John Griggs Thompson, «pels profunds assoliments en àlgebra i en particular per donar forma a la teoria de grups moderna».
Fou membre, entre d'altres, de l'Acadèmia Noruega de Ciències i Lletres.

## Contribucions
En el marc de la teoria de grups, introduí la teoria d'edificis (també anomenats edificis de Tits), que són estructures combinatòries sobre les quals actuen els grups, particularment en teoria de grups algebraics (incloent els grups finits i els grups definits sobre els nombres p-àdics). La teoria relacionada de parells (B, N) és una eina bàsica en la teoria de grups de tipus Lie. És de particular importància la seva classificació de tots els edificis irreductibles de tipus esfèric i de rang major o igual a tres, que va comportar la classificació de tots els espais polars de rang a partir de 3. Si el rang és 2, els edificis esfèrics són polígons generalitzats, que classificà, en col·laboració amb Richard Weiss, quan admeten un grup de simetria adequat (els anomenats polígons de Moufang). Conjuntament amb François Bruhat desenvolupà la teoria d'edificis afins i, més tard, classificà tots els edificis irreductibles de tipus afí i de rang a partir de 4.
Un altre dels seus teoremes més coneguts és l'alternativa de Tits: si G és subgrup finitament generat d'un grup lineal, llavors o G té un subgrup resoluble d'índex finit, o té un subgrup lliure de rang 2.
Prenen el nom d'aquest matemàtic el grup de Tits i la construcció de Tits–Koecher. Introduí també la conjectura de Kneser–Tits.

## Publicacions
- Tits, Jacques «Algebraic and abstract simple groups» (en anglès). Annals of Mathematics, vol. 80, 2, 1964, pàg. 313–329. DOI: 10.2307/1970394. ISSN: 0003-486X. JSTOR: 1970394.
- Tits, Jacques «Buildings of spherical type and finite BN-pairs» (en anglès). Lecture Notes in Mathematics. Springer-Verlag [Berlin (Nova York, EUA)], vol. 386, 1974. DOI: 10.1007/978-3-540-38349-9.[5]
- Tits, Jacques; Weiss, Richard M. Springer-Verlag. Moufang polygons (en anglès), 2002 (Springer Monographs in Mathematics). ISBN 978-3-540-43714-7.